# Foulbec
Foulbec est une commune française située dans le département de l'Eure en région Normandie.

## Géographie

### Localisation
Foulbec est une commune du Nord-Ouest du département de l'Eure en région Normandie. Elle appartient à la région naturelle du Lieuvin.
| Conteville                                   | Conteville                    | Saint-Samson-de-la-Roque |
| Saint-Pierre-du-Val Boulleville Saint-Maclou | Foulbec                       | Saint-Samson-de-la-Roque |
|                                              | Saint-Sulpice-de-Grimbouville | Bouquelon                |

### Hydrographie
La commune est située dans le bassin Seine-Normandie. Elle est drainée par la Risle et le cours d'eau 01 de la commune de Boulleville,,.
La Risle, d'une longueur de 145 km, prend sa source dans la commune de Planches et se jette  dans la Seine à Berville-sur-Mer, après avoir traversé 52 communes.

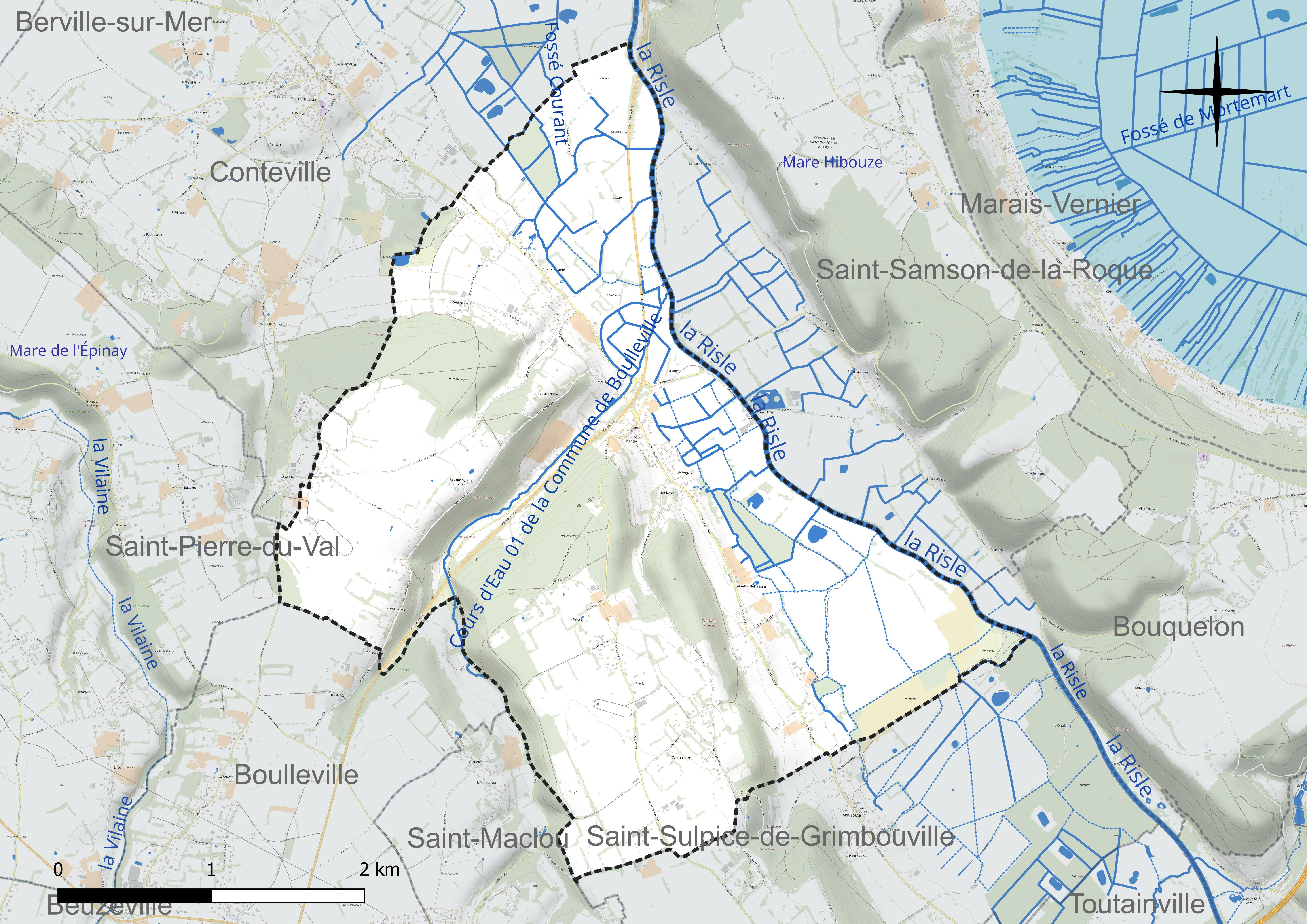
Réseau hydrographique de Foulbec.

### Climat
Pour des articles plus généraux, voir Climat de la Normandie et Climat de l'Eure.
En 2010, le climat de la commune est de type climat océanique franc, selon une étude du CNRS s'appuyant sur une série de données couvrant la période 1971-2000. En 2020, Météo-France publie une typologie des climats de la France métropolitaine dans laquelle la commune est exposée à un climat océanique et est dans la région climatique  Côtes de la Manche orientale, caractérisée par un faible ensoleillement (1 550 h/an) ; forte humidité de l’air (plus de 20 h/jour avec humidité relative > 80 % en hiver), vents forts fréquents. Parallèlement le GIEC normand, un groupe régional d’experts sur le climat, différencie quant à lui, dans une étude de 2020, trois grands types de climats pour la région Normandie, nuancés à une échelle plus fine par les facteurs géographiques locaux. La commune est, selon ce zonage, exposée à un « climat contrasté des collines », correspondant au Pays d’Auge, Lieuvin et Roumois, moins directement soumis aux flux océaniques et connaissant toutefois des précipitations assez marquées en raison des reliefs collinaires qui favorisent leur formation.
Pour la période 1971-2000, la température annuelle moyenne est de 11 °C, avec  une amplitude thermique annuelle de 12,9 °C. Le cumul annuel moyen de précipitations est de 845 mm, avec 12,5 jours de précipitations en janvier et 8,3 jours en juillet. Pour la période 1991-2020, la température moyenne annuelle observée sur la station météorologique la plus proche, située sur la commune de Boulleville à 4 km à vol d'oiseau, est de 11,3 °C et le cumul annuel moyen de précipitations est de 851,2 mm,. Pour l'avenir, les paramètres climatiques de la commune estimés pour 2050 selon différents scénarios d’émission de gaz à effet de serre sont consultables sur un site dédié publié par Météo-France en novembre 2022.

### Milieux naturels et biodiversité
La commune fait partie du parc naturel régional des Boucles de la Seine normande.

## Urbanisme

### Typologie
Au 1er janvier 2024, Foulbec est catégorisée commune rurale à habitat dispersé, selon la nouvelle grille communale de densité à 7 niveaux définie par l'Insee en 2022.
Elle est située hors unité urbaine. Par ailleurs la commune fait partie de l'aire d'attraction de Pont-Audemer, dont elle est une commune de la couronne,. Cette aire, qui regroupe 34 communes, est catégorisée dans les aires de moins de 50 000 habitants,.
La commune, bordée par l'estuaire de la Seine, est également une commune littorale au sens de la loi du 3 janvier 1986, dite loi littoral. Des dispositions spécifiques d’urbanisme s’y appliquent dès lors afin de préserver les espaces naturels, les sites, les paysages et l’équilibre écologique du littoral, tel le principe d'inconstructibilité, en dehors des espaces urbanisés, sur la bande littorale des 100 mètres, ou plus si le plan local d’urbanisme le prévoit.

### Occupation des sols
L'occupation des sols de la commune, telle qu'elle ressort de la base de données européenne d’occupation biophysique des sols Corine Land Cover (CLC), est marquée par l'importance des territoires agricoles (77,8 % en 2018), une proportion sensiblement équivalente à celle de 1990 (77,5 %). La répartition détaillée en 2018 est la suivante : 
prairies (66,2 %), forêts (20 %), terres arables (10,9 %), milieux à végétation arbustive et/ou herbacée (2,2 %), zones agricoles hétérogènes (0,6 %). L'évolution de l’occupation des sols de la commune et de ses infrastructures peut être observée sur les différentes représentations cartographiques du territoire : la carte de Cassini (XVIIIe siècle), la carte d'état-major (1820-1866) et les cartes ou photos aériennes de l'IGN pour la période actuelle (1950 à aujourd'hui).

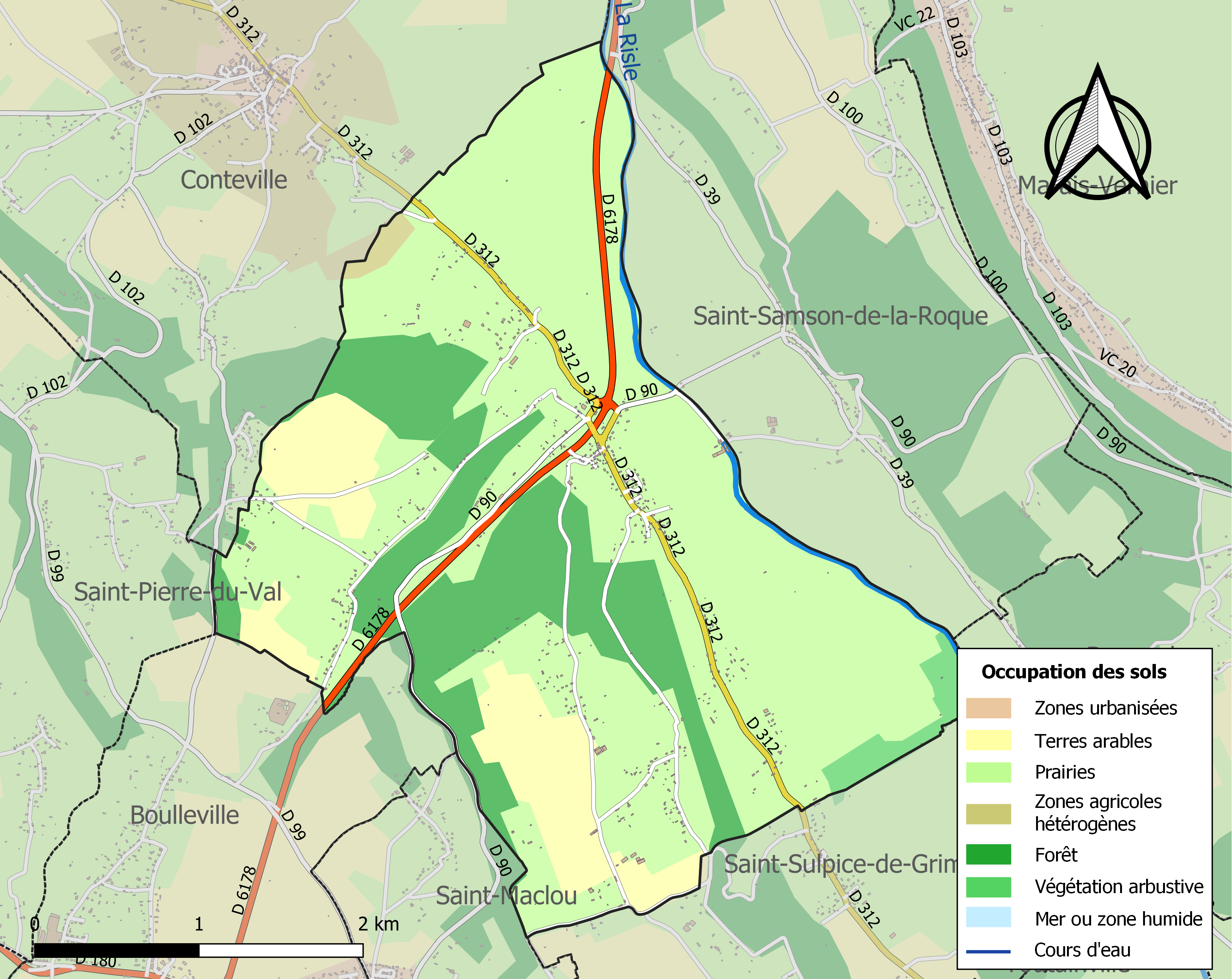
Carte des infrastructures et de l'occupation des sols de la commune en 2018 (CLC).

## Toponymie
Le nom de la localité est attesté sous des formes régulière du type Folebec en 1066 (Fauroux 231), Folebech en 1082 (chartul. S. Trinitatis), Foulebeccum en 1179, Foullebec en 1754 (Dictionnaire des postes). On trouve parfois une altération tardive en Fouillebec[réf. nécessaire].
Foulbec appartient aux nombreux noms de villages composés avec l'appellatif bec qui procède du vieux norrois bekkr « ruisseau, cours d'eau » Cf. Orbec, Caudebec, Houlbec, etc. Le nom du cours d'eau (aujourd'hui ruisseau de Foulbec) s'est transféré à celui du village selon un processus couramment observé en toponymie. L'élément Foul- est probablement l'adjectif vieil anglais fūl « sale, fétide » (> anglais foul, même sens). Foul- peut s'expliquer plutôt par l'ancien scandinave fúll de même sens que le vieil anglais, même si les éléments anglais et scandinaves se sont souvent mêlés dans la toponymie normande (comme en Angleterre). On les retrouve par ailleurs dans d'autres hydronymes et toponymes normands comme le Fouillebroc, ruisseau de l'Eure, ou encore Fultot (Seine-Maritime, Fuletot 1155).
Foulbec correspond aux ruisseaux du Foulbec dans l'Orne, la Manche et le Calvados, ainsi qu'au toponyme anglais Fulbeck (Lincolnshire, Fulebeck XIe siècle). L'élément Ful- est présent dans de nombreux autres noms de lieu anglais : Fulbrook, Fulford, etc. qui se réfèrent à des ruisseaux ou des passages d'eau.

## Histoire
Lors de la construction du pont de Tancarville en 1959, des voies d'accès ont coupé le village en deux, remodelant totalement la physionomie de la bourgade.
Jusqu'en 1970 existait sur la Risle une activité maritime allant jusqu'à Pont-Audemer, et passant par le pont tournant de Foulbec. N'ayant plus d'activité sur cet affluent de la Seine, le pont tournant est désormais à l'abandon.

## Politique et administration
| Période                                  | Période   | Identité         | Étiquette | Qualité    |
| ---------------------------------------- | --------- | ---------------- | --------- | ---------- |
| 1909                                     |           | Louis Boulley    |           |            |
| mars 2008                                | En cours  | Alain Fontaine   | DVG       | Commerçant |
| mars 2001                                | mars 2008 | Denise Mortreuil |           |            |
| avant 1995                               | ?         | Jean-Marie Jouin |           |            |
| Les données manquantes sont à compléter. |           |                  |           |            |

## Démographie
L'évolution du nombre d'habitants est connue à travers les recensements de la population effectués dans la commune depuis 1793. Pour les communes de moins de 10 000 habitants, une enquête de recensement portant sur toute la population est réalisée tous les cinq ans, les populations de référence des années intermédiaires étant quant à elles estimées par interpolation ou extrapolation. Pour la commune, le premier recensement exhaustif entrant dans le cadre du nouveau dispositif a été réalisé en 2007.

En 2022, la commune comptait 649 habitants, en évolution de −0,46 % par rapport à 2016 (Eure : −0,25 %, France hors Mayotte : +2,11 %).
| 1793 | 1800 | 1806 | 1821 | 1831 | 1836 | 1841 | 1846 | 1851 |
| ---- | ---- | ---- | ---- | ---- | ---- | ---- | ---- | ---- |
| 658  | 399  | 587  | 601  | 597  | 650  | 614  | 581  | 543  |

| 1856 | 1861 | 1866 | 1872 | 1876 | 1881 | 1886 | 1891 | 1896 |
| ---- | ---- | ---- | ---- | ---- | ---- | ---- | ---- | ---- |
| 501  | 491  | 475  | 459  | 460  | 434  | 468  | 469  | 411  |

| 1901 | 1906 | 1911 | 1921 | 1926 | 1931 | 1936 | 1946 | 1954 |
| ---- | ---- | ---- | ---- | ---- | ---- | ---- | ---- | ---- |
| 364  | 361  | 348  | 364  | 350  | 335  | 324  | 353  | 325  |

| 1962 | 1968 | 1975 | 1982 | 1990 | 1999 | 2006 | 2007 | 2012 |
| ---- | ---- | ---- | ---- | ---- | ---- | ---- | ---- | ---- |
| 306  | 283  | 303  | 353  | 411  | 467  | 489  | 492  | 603  |

| 2017 | 2022 | - | - | - | - | - | - | - |
| ---- | ---- | - | - | - | - | - | - | - |
| 659  | 649  | - | - | - | - | - | - | - |

## Culture locale et patrimoine

### Lieux et monuments
Foulbec compte un édifice inscrit au titre des monuments historiques :
- L'église Saint-Martin-et-Saint-Pierre (XIIe et XIIIe)  Inscrit MH (1927)[29].

Cette église, qui domine la vallée de la Risle, est intéressante pour son architecture romane et son portail classé. Au-dessous coulait autrefois un bras de la Risle et un petit port commercial s’y était développé.

Église paroissiale
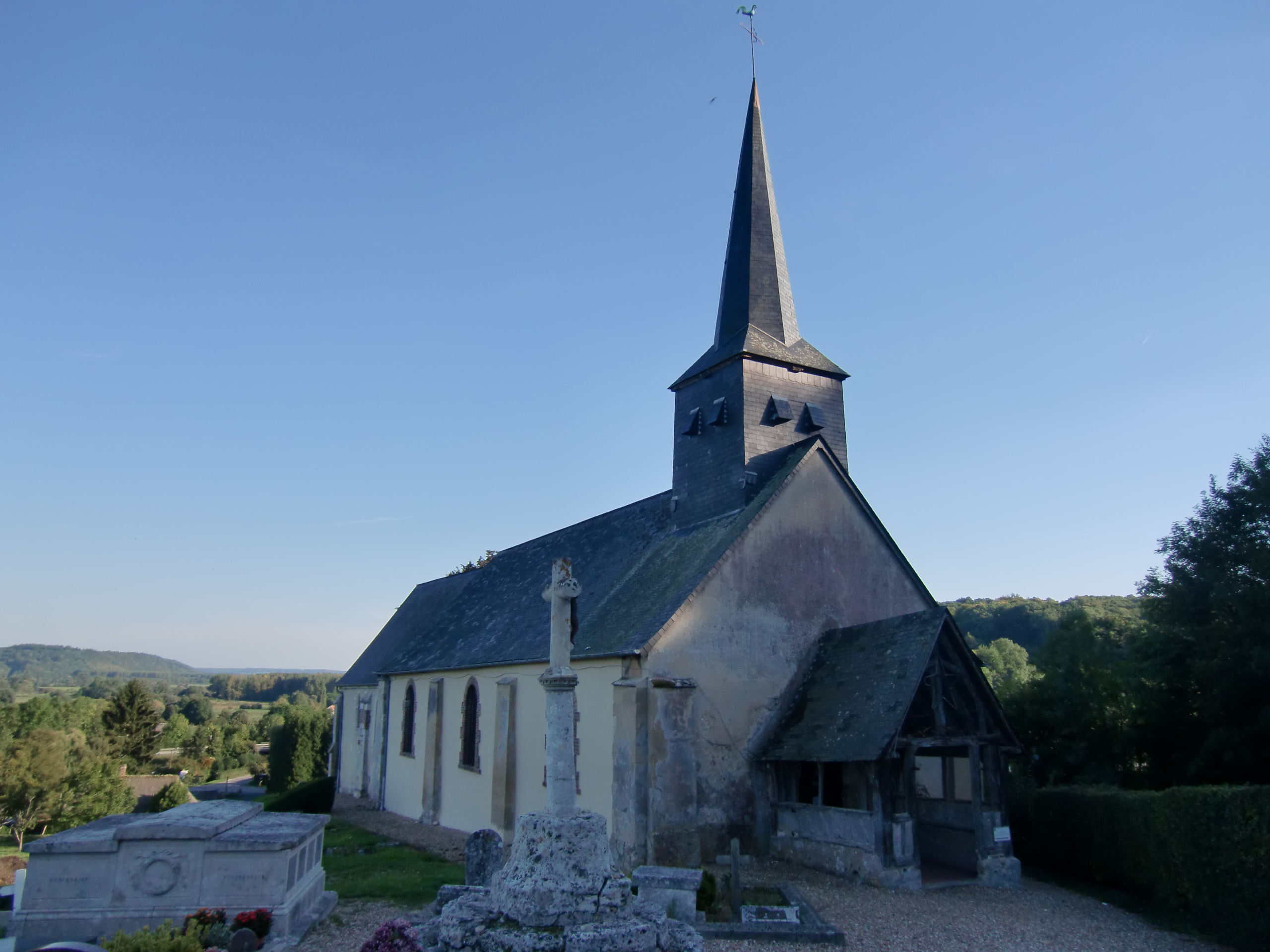
Vue du clocher de l'église.
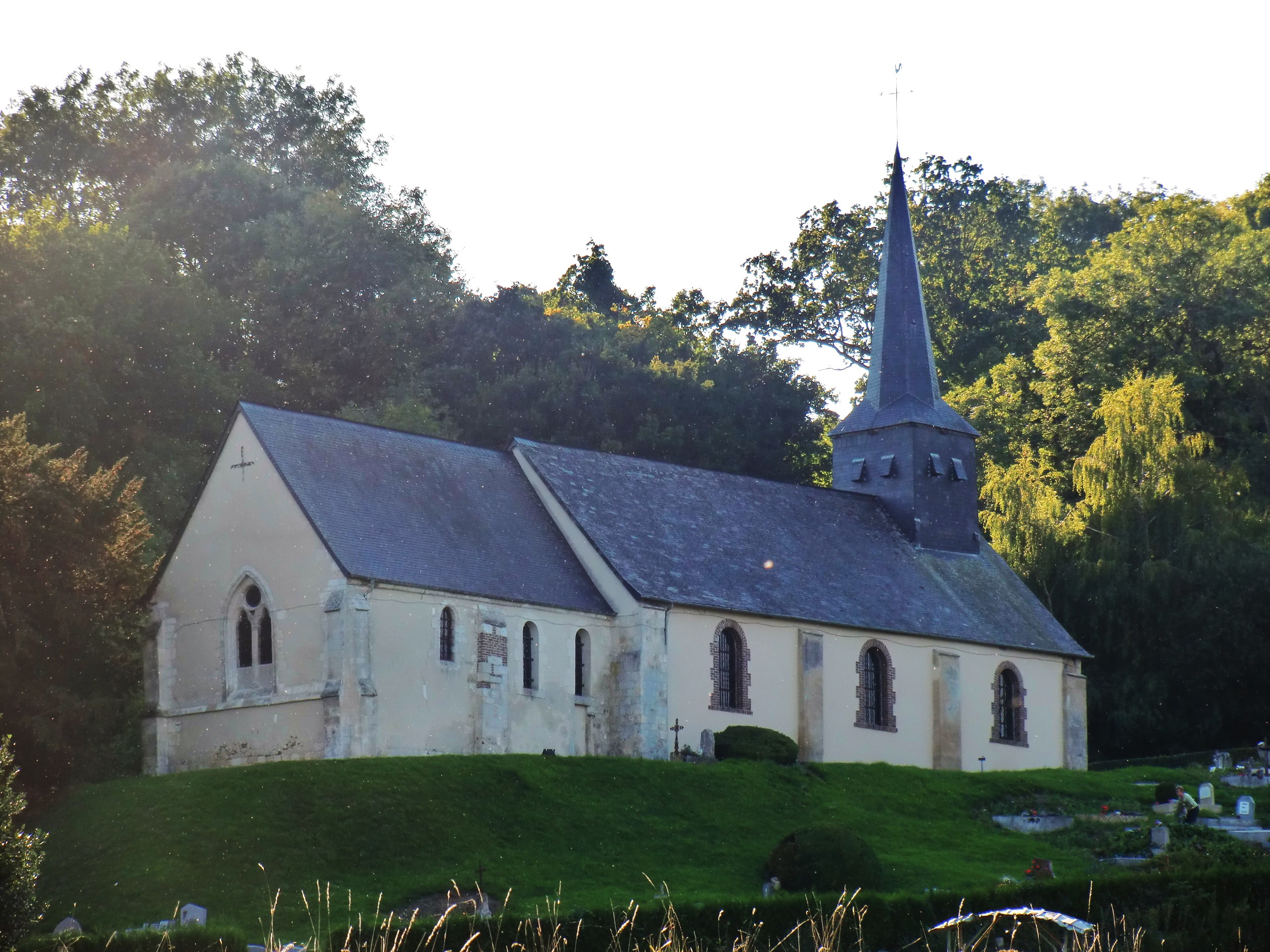
Vue de l'église.

Par ailleurs, la commune compte sur son territoire plusieurs monuments inscrits à l'inventaire général du patrimoine culturel :
- Le manoir de la Motte (XVIe et XVIIIe siècles)[30] ;
- La mairie, école du XIXe siècle[31] ;
- Six fermes construites entre le XVIe et le XIXe siècle[32],[33],[34],[35],[36],[37] ;
- Trois maisons datant du XVIIe, du XVIIIe et du XIXe siècle[38],[39],[40].

### Patrimoine naturel

#### Zone humide protégée par la convention de Ramsar
- Marais Vernier et Vallée de la Risle maritime[41].

#### Parc naturel
- Parc naturel régional des Boucles de la Seine normande[42].

#### Terrain acquis par le conservatoire du littoral
- Risle Maritime[43].

#### Natura 2000
- Site Natura 2000 « Marais Vernier, Risle Maritime »[44].
- Site Natura 2000 « Estuaire et marais de la Basse Seine »[45].

#### ZNIEFF de type 1
- ZNIEFF 230030847 – Les prairies alluviales de la basse vallée de la Risle[46].
- ZNIEFF 230009167 – Les prairies et les landes de la côte au Sang à Foulbec[47].

#### ZNIEFF de type 2
- ZNIEFF 230009161 – La basse vallée de la Risle et les vallées conséquentes de Pont-Audemer à la Seine[48].

#### Sites inscrits
- La rive gauche de l'embouchure de la Seine[49]. Site inscrit (1977) ;
- La rive gauche de la Seine aux abords du pont de Tancarville[50].  Site inscrit (1967).

### Héraldique
| Blason de Foulbec | Blason  | D'or au chevron de sable accompagné de trois flammes de gueules. |
| Blason de Foulbec | Détails | Visible sur les plaques de rue.                                  |